# Ceny Asociace českých kameramanů 2013
Ceny Asociace českých kameramanů 2013 byly vyhlášeny v pražském kině Lucerna 15. února 2014.

## Ceny a nominace

### Film
- Martin Štrba: Hořící keř
- Jaromír Šofr: Donšajni
- Patrik Hoznauer: Jako nikdy

### Televize
- Marek Janda: Cirkus Bukowsky
- Michal Krejčí: České století, díl Zabíjení soudruha
- Petr Koblovský: České století, díl Všechnu moc lidu Stalinovi
- Matěj Cibulka: Nevinné lži, díl Pod hladinou
- Jakub Šimůnek: Occamova břitva

### Cena Jaroslava Kučery
- Vidu Gunaratna: Nováček

### Cena za celoživotní dílo
- Vladimír Opletal